# Mangrovie dell'Africa occidentale
Le mangrovie dell'Africa occidentale o mangrovie guineane sono una ecoregione che si estende lungo le coste occidentali dell'Africa, dal Senegal sino alla parte del Ghana ad ovest del corridoio del Dahomey (codice ecoregione: AT1403).

## Territorio
L'ecoregione si sviluppa lungo le coste occidentali dell'Africa, dal Senegal sino al corridoio del Dahomey in Ghana, toccando Gambia, Guinea, Guinea-Bissau, Sierra Leone, Liberia e Costa d'Avorio.

## Flora
Le mangrovie di questa ecoregione presentano, in termini di specie rappresentate, maggiori affinità con quelle dell'America che con quelle dell'Africa orientale. Tra le specie presenti vi sono principalmente Rhizophora racemosa, Rhizophora × harrisonii, Rhizophora mangle, Avicennia germinans, Laguncularia racemosa e in misura minore Acrostichum aureum e Conocarpus erectus.

## Fauna
Questa ecoregione rappresenta l'habitat di specie minacciate come il lamantino africano (Trichechus senegalensis) e l'ippopotamo pigmeo (Hexaprotodon liberiensis); è inoltre importante area di sosta di molte specie di uccelli tra cui l'airone golia (Ardea goliath), l'airone rosso (Ardea purpurea), l'airone guardabuoi (Bubulcus ibis), l'arone striato (Butorides striata), l'airone schistaceo (Egretta gularis), il fenicottero maggiore (Phoenicopterus roseus), il fenicottero minore (Phoeniconaias minor), la spatola africana (Platalea alba) e l'ibis sacro (Threskiornis aethiopicus).

## Conservazione

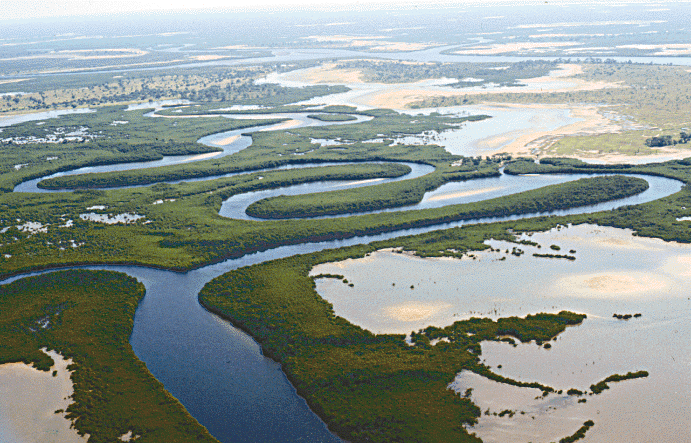
Mangrovie presso il delta del Saloum, Senegal

Le mangrovie guineane sono a rischio a causa dei cambiamenti climatici: dal 1968 la quantità di pioggia caduta nella regione è andata progressivamente diminuendo, alterando l'equilibrio tra acque dolci e acque saline su cui si fonda il delicato ecosistema delle mangrovie. La pressione antropica legata alla risicoltura, all'acquacoltura e allo sviluppo urbano hanno inoltre ridotto sensibilmente la loro estensione.
Meno del 6% dell'ecoregione ricade all'interno di aree protette, tra le quali il Parco naturale delle mangrovie del Rio Cacheu (Guinea-Bissau).